# شوهی اوتسوکی
شوهی اوتسوکی (انگلیسی: Shuhei Otsuki؛ زادهٔ ۲۶ مهٔ ۱۹۸۹) بازیکن فوتبال اهل ژاپن است.